# Bruins de l'UCLA

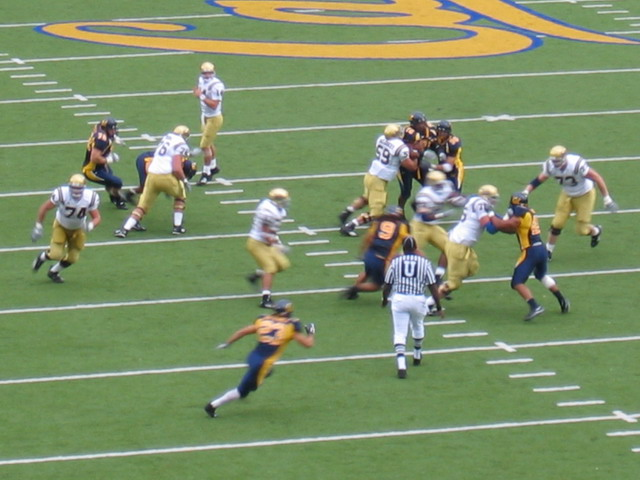
UCLA vs. BERKELEY, 16 oct. 2004

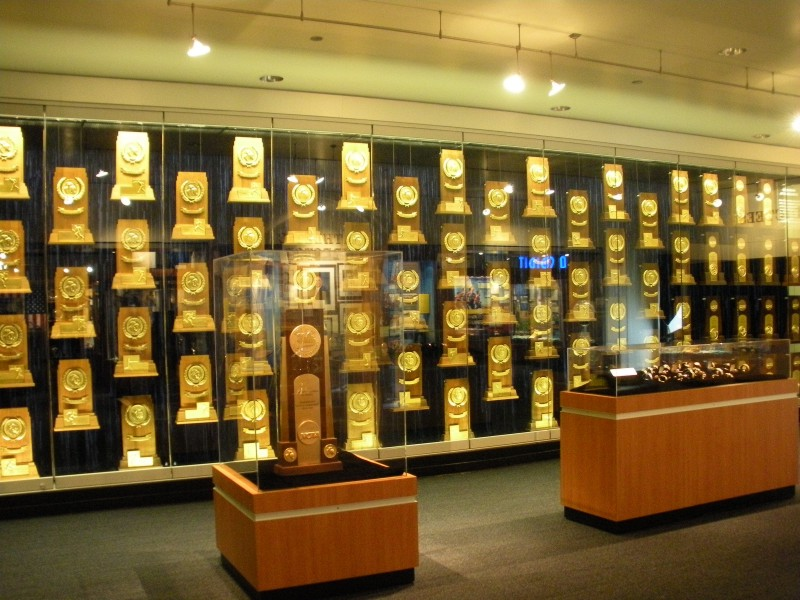
UCLA est l'équipe NCAA la plus titrée

Les Bruins de l'UCLA (en anglais : UCLA Bruins) sont un club omnisports universitaire de l'université de Californie à Los Angeles. Les équipes des Bruins participent aux compétitions universitaires organisées par la National Collegiate Athletic Association (NCAA). UCLA a fait partie de la Pacific-12 Conference jusqu'en 2023. Depuis 2024 les Bruins jouent au sein de la Big Ten Conference.
Les sportifs de l'UCLA disposent d'installations exceptionnelles. Les footballeurs américains  évoluent à domicile au Rose Bowl tandis que les basketteurs  jouent sur le campus au Pauley Pavilion, salle de 12 829 places inaugurée en 1965. L'équipe d'aviron est basée à Marina Del Rey à onze miles au sud du campus de UCLA. 
Parmi les plus grands exploits signés par les Bruins on peut citer l'incroyable série de sept victoires consécutives au Final Four entre 1967 et 1973 (10 victoires entre 1964 et 1975) avec des joueurs comme Kareem Abdul-Jabbar, Bill Walton, Jamaal Wilkes sous la direction du mythique entraîneur John Wooden. Ou encore le record de 88 victoires consécutives entre 1971 et 1974.
Les Bruins de l'UCLA ont compté de nombreuses célébrités dans leurs rangs, parmi lesquels : l'acteur Mark Harmon, Arthur Ashe, Jimmy Connors, Kareem Abdul-Jabbar, Ato Boldon, Gail Devers, Joanna Hayes, Rafer Johnson, Florence Griffith Joyner, Steve Lewis, Mike Powell, Jackie Joyner-Kersee, Evelyn Ashford, Peter Vidmar, Karch Kiraly ou plus récemment Russell Westbrook, Jordyn Wieber, Dawn Harper et Patrick Ianni. Jackie Robinson a porté les couleurs des Bruins de 1939 à 1941 en football américain, basket-ball et athlétisme, et a aussi joué au baseball en 1940.
La rivalité des Bruins de l'UCLA avec les USC Trojans est l'une des plus grandes du sport universitaire américain, surtout en football. Cela est dû au fait que Los Angeles est la seule ville accueillant deux grandes universités telles que USC et UCLA. Les autres grandes rivalités opposent des universités du même état ou d'états frontaliers mais pas de la même ville (Auburn/Alabama, Florida/Florida State, Michigan/Ohio State, etc.).
UCLA a envoyé 36 athlètes aux Jeux Olympiques de Rio et les bruins y ont remporté 9 médailles dont 6 en or. Au total, les Bruins ont remporté 261 médailles olympiques depuis 1920 dont 133 en or.

## Sports masculins
- Athlétisme
- Baseball
- Basketball
- Cross Country
- Football
- Golf
- Soccer
- Tennis
- Volleyball
- Water polo

## Sports féminins
- Athlétisme
- Aviron
- Beach Volley
- Basketball
- Cross Country
- Golf
- Gymnastique
- Natation & Plongeon
- Soccer
- Softball
- Tennis
- Volleyball
- Water polo

## Palmarès
Les Bruins d'UCLA ont remporté 123 titres en première division NCAA.
- Titres masculins (78) :
  - Athlétisme – 1956, 1966, 1971, 1972, 1973, 1978(co), 1987, 1988
  - Baseball – 2013
  - Basketball – 1964, 1965, 1967, 1968, 1969, 1970, 1971, 1972, 1973, 1975, 1995
  - Golf – 1988, 2008
  - Gymnastique – 1984, 1987
  - Natation & Plongeon – 1982
  - Soccer – 1985, 1990, 1997, 2002
  - Tennis – 1950, 1952, 1953, 1954, 1956, 1960, 1961, 1965, 1970, 1971, 1975, 1976(co), 1979, 1982, 1984, 2005
  - Volleyball – 1970, 1971, 1972, 1974, 1975, 1976, 1979, 1981, 1982, 1983, 1984, 1987, 1989, 1993, 1995, 1996, 1998, 2000, 2006, 2023, 2024
  - Water polo – 1969, 1971, 1972, 1995, 1996, 1999, 2000, 2004, 2014, 2015, 2017, 2020

- Titres féminins (45) :
  - Athlétisme indoor – 2001, 2002
  - Athlétisme – 1982, 1983, 2004
  - Beach-volley - 2018, 2019
  - Golf – 1991, 2004, 2011
  - Gymnastique – 1997, 2000, 2001, 2003, 2004, 2010, 2018
  - Soccer - 2013, 2022
  - Softball – 1982, 1984, 1985, 1988, 1989, 1990, 1992, 1999, 2003, 2004, 2010, 2019
  - Tennis – 2008, 2014
  - Volleyball – 1984, 1990, 1991, 2011
  - Water polo – 2001, 2003, 2005, 2006, 2007, 2008, 2009, 2024